# ویلی بیرگل
ویلی بیرگل (انگلیسی: Willy Birgel؛ ۱۹ سپتامبر ۱۸۹۱ – ۲۹ دسامبر ۱۹۷۳) یک هنرپیشه اهل آلمان بود. وی بین سال‌های ۱۹۱۲ تا ۱۹۷۱ میلادی فعالیت می‌کرد.
از فیلم‌ها یا برنامه‌های تلویزیونی که وی در آن نقش داشته است می‌توان به هایدی اشاره کرد.